# Johann Anton Casparis
Johann Anton Casparis junior (* 6. August 1854 auf Schloss Rietberg bei Pratval, Graubünden; † 17. Februar 1909 ebenda; heimatberechtigt in Pratval und Latsch) war ein Schweizer Jurist und Politiker (Liberale).

## Leben
Als Sohn des Advokaten und Nationalrates Johann Anton Casparis der Ältere entstammte er der alten Bündner Familie Casparis. Nach der Matura 1873 an der Bündner Kantonsschule in Chur, studierte er an den Universitäten Bologna, Leipzig und Berlin Rechtswissenschaften. In Leipzig schloss er sich der Studentenverbindung Landsmannschaft Afrania an. Von 1881 bis 1889 und von 1891 bis 1893 sass er als Abgeordneter im Grossen Rat von Graubünden. 1892 und von 1900 bis 1909 war er Präsident des Bezirksgerichts Heinzenberg. Nach den Parlamentswahlen 1893 gehörte er bis 1896 dem Nationalrat an. Ferner war er Mitbesitzer des Schlosses und Landwirtschaftsbetriebs Rietberg.